# عقد 70 هـ
عقد 70 هـ هو الفترة بين عام 70 إلى 79 في التقويم الهجري، أي العشر سنوات الثامنة من القرن الأول الهجري.

## أحداث
- 74 هـ قيام عبد الملك بن مروان بتعيين أميه بن عبد الله بن خالد واليًا على خرسان
- 78 هـ قيام الحجاج بن يوسف الثقفي بعزل أمية بن عبد الله بن خالد عن ولاية خرسان بعد أن استمرت قرابة الأربع سنوات.
- 80 هـ جدد حسان بن النعمان الغساني سنة 80هـ، جامع عقبة بن نافع في مدينة القيروان بتونس.

## مواليد
- أبو عمرو البصري

- يزيد بن عبد الملك
- هشام بن عبد الملك
- يوسف بن عبد الرحمن الفهري
- مروان بن محمد
- ابن أبي ذئب
- أبو حنيفة النعمان
- جعفر الصادق
- حمزة الكوفي
- عبد الملك بن عبد العزيز بن جريج
- أبو بكر بن عبد الملك بن مروان
- تميم بن نصر الكناني
- موسى بن كعب التميمي
- محمد بن عبد الرحمن بن أبي ليلى
- ذو الرمة
- القاسم بن مجاشع التميمي
- سلمة بن عياش
- يونس بن حبيب
- معاوية بن صالح
- حريز بن عثمان
- محمد بن القاسم الثقفي
- عكاشة بن عبد الصمد العمى
- عبيد الله بن عمر العمري

## وفيات
- المقنع الكندي
- شبث بن ربعي
- عمرو بن سعيد الأشدق
- عمير بن الحباب
- غزية بن الحارث الأنصاري
- كثير بن الصلت
- الحارث بن عمرو المزني
- عاصم بن عمر بن الخطاب
- عبد الرحمن بن زيد بن الخطاب
- الحارث بن عمر الهذلي
- أبو حدرد الأسلمي
- الوليد بن عبادة بن الصامت
- عبد الله بن عياش
- عمرو بن أخطب
- بكير بن وشاح
- زيد بن خالد الجهني
- مسلم بن عمرو الباهلي
- إسحاق (بابا الإسكندرية)
- عوف بن مالك
- رافع بن خديج
- أبو جحيفة السوائي
- عثمان بن عبد الرحمن التيمي
- صفوان بن محرز
- مالك بن الحويرث الليثي الكناني
- أبو ثعلبة الخشني
- أبو سلمة التجريبي
- حمران بن أبان
- عبد الرحمن بن مخنف
- عبيدة بن هلال اليشكري
- عبد الرحمن بن غنم
- عبد الله بن زياد
- الأقيشر الأسدي
- الصلتان العبدي
- قيس بن عائذ
- ليلى الأخيلية
- الربيع بنت معوذ
- جندب بن عبد الله البجلي
- عبد الرحمن بن أبزى
- مصعب بن الزبير
- أم هاشم بنت هاشم والدة الخليفة الأموي معاوية بن يزيد.
- البراء بن عازب
- نجدة بن عامر
- إبراهيم بن الأشتر النخعي
- القاسم بن سعر أمير عمان في عهد الخليفة عبد الملك بن مروان الأموي.
- أبو فديك
- سلم بن زياد
- صفية بنت أبي عبيد
- عبد الله بن صفوان
- عبد الله بن مطيع
- عبيد بن عمير الليثي
- نجدة بن عامر الحنفي
- أسماء بنت أبي بكر
- عبد الله بن عمر بن الخطاب
- مقتل عبد الله بن الزبير في مكة على يد الحجاج بن يوسف الثقفي.
- مالك بن مسمع
- أبو عبد الرحمن السلمي (مقرئ)
- الحارث بن المعلى
- بشر بن مروان
- زينب بنت أبي سلمة
- سلمة بن الأكوع
- عمرو بن ميمون
- محمد بن حاطب
- هند بنت النعمان
- أبو سعيد الخدري
- عاصم بن ضمرة
- مجاعة بن سعر التميمي
- حريث بن محفض التميمي شاعر مخضرم.
- الأسود بن يزيد النخعي
- عبيد الله بن زياد بن ظبيان
- عطية بن الأسود
- عمير بن ضابئ
- العرباض بن سارية
- يوسف بن الحكم الثقفي
- مجاعة بن سعر التميمي
- سليم بن قيس
- صالح بن مسرح التميمي
- محمد بن موسى بن طلحة
- زهرة بن الحوية التميمي
- شبيب الخارجي
- شبيب الشيباني
- عتاب بن ورقاء الرياحي
- غزالة الشيبانية
- مطرف بن المغيرة بن شعبة
- ابن الشاطر
- جابر بن عبد الله بن عمرو بن حرام
- العلاء بن زياد البصري
- جنادة بن أمية الأزدي
- سراقة البارقي
- عبيد الله بن أبي بكرة
- عبيد بن غاضرة العنبري
- أبو إدريس الخولاني
- أبو صخر الهذلي
- أسلم مولى عمر
- أيمن بن خريم
- جبير بن نفير
- عبد الله بن جعفر بن أبي طالب
- معبد الجهني
- ميسون بنت بحدل
- جنادة بن أبي أمية